# Julie Ferrier
Pour les articles homonymes, voir Ferrier (homonymie).
Julie Ferrier est une actrice, metteuse en scène, danseuse et humoriste française.

## Biographie

### Jeunesse et formation
Enfant de la balle, elle constitue la huitième génération d'acteurs du côté maternel de sa famille ; son père travaille dans le domaine médical. Elle grandit dans une cité de Seine-Saint-Denis.
Elle s'intéresse d'abord à la danse et travaille au niveau professionnel, pendant dix ans, pour des chorégraphes tels que Redha, Rick Odums et Philippe Decouflé entre autres. Elle participe en 1992 sous la direction de ce dernier en tant que danseuse à la cérémonie d'ouverture des Jeux olympiques d'Albertville. Elle est alors collègue de Kamel Ouali. En 1995, elle tourne aux côtés de Kader Belarbi et Anjaya sous la direction de Nils Tavernier le court métrage Sensuelle solitude.

### Carrière
De 1996 à 1998, Julie Ferrier étudie à l'École internationale de théâtre Jacques Lecoq. Elle est dirigée par Alain Mollot au théâtre de la Jacquerie en 2001. En 2004, elle joue Aujourd'hui c'est Ferrier dans une mise en scène d'Isabelle Nanty et un DVD réalisé par Denis Jouffrey et produit par Frédérique Bauer. Elle tient un temps une chronique hebdomadaire dans l'émission 20 h 10 pétantes en 2005 de Stéphane Bern sur Canal+. Elle joue aussi dans le film Madame Irma de Didier Bourdon. En 2006, son spectacle solo Aujourd'hui c'est Ferrier, mis en scène par Isabelle Nanty est un succès public et critique. L'année suivante, elle prête sa voix à la série télévisée d'animation Moot-Moot et sort en novembre le DVD de son spectacle solo Aujourd'hui c'est Ferrier. En 2008, elle est l'actrice principale de Mademoiselle, une série composée de cinquante épisodes de six minutes et diffusée sur France 2. Il s'agit de l'adaptation française de la série allemande Ladykracher qui repose sur des situations absurdes et décalées de la vie quotidienne des femmes. En 2008, elle est aussi à l'affiche de six films.
En 2009, elle est membre du jury court métrage du festival de film fantastique Fantastic'Arts. La même année, elle incarne le rôle de la « femme caoutchouc » dans le film de Jean-Pierre Jeunet, Micmacs à tire-larigot. Julie Ferrier est à l'affiche en 2010 du film L'Arnacœur de Pascal Chaumeil, un des plus gros succès du cinéma français de l'année. En mai 2011, elle joue dans L'Amour, la mort, les fringues de Danièle Thompson au théâtre Marigny. Avec Kamel Ouali et Nico Archambault, elle est membre du jury de l'émission diffusée sur NT1 le 16 février 2012 You Can Dance lors des phases de sélection des candidats.
En 2013, elle joue dans Sous les jupes des filles, un « film de femmes pour les femmes », selon la réalisatrice Audrey Dana.
En 2016, Julie Ferrier est membre du jury du Festival du film britannique de Dinard 2016.
Depuis 2018, elle interprète Sylvie, la directrice (puis ex-directrice) du Grand Hôtel dans la série Groom du Studio Bagel.
En 2024, elle rejoint l'émission radio Les grosses têtes animée par Laurent Ruquier.

## Filmographie

### Cinéma

#### Longs métrages
- 2005 : Le Bruit des papillons de Frédéric Comtet
- 2006 : Madame Irma de Didier Bourdon et Yves Fajnberg : une voyante
- 2006 : Un château en Espagne d'Isabelle Doval : la nouvelle voisine
- 2006 : Les Vacances de Mr. Bean (Mr. Bean's hollyday) de Steve Bendelack
- 2007 : Didine de Vincent Dietschy : Muriel
- 2008 : Notre univers impitoyable de Léa Fazer : Éléonore
- 2008 : Ça se soigne ? de Laurent Chouchan : Adrienne Bledish
- 2008 : Paris de Cédric Klapisch : Caroline
- 2008 : 15 ans et demi de Thomas Sorriaux et François Desagnat : Fiona
- 2008 : Musée haut, musée bas de Jean-Michel Ribes : la guide
- 2008 : Agathe Cléry d'Étienne Chatiliez : la policière
- 2009 : Micmacs à tire-larigot de Jean-Pierre Jeunet : La Môme Caoutchouc
- 2010 : Tournée de Mathieu Amalric : elle-même
- 2010 : L'Arnacœur de Pascal Chaumeil : Mélanie
- 2011 : De l'huile sur le feu de Nicolas Benamou : la policière
- 2012 : Sea, No Sex and Sun de Christophe Turpin : Justine
- 2012 : La Stratégie de la poussette de Clément Michel : Valérie
- 2012 : La Fleur de l'âge de Nick Quinn : Zana Kotnic
- 2013 : À votre bon cœur, mesdames de Jean-Pierre Mocky : Pauline
- 2013 : Blanche-Nuit de Fabrice Sebille : Mrs Klimt
- 2013 : Pour une femme de Diane Kurys : Tania
- 2013 : La Vie domestique d'Isabelle Czajka : Betty
- 2013 : Les Clowns (cs) de Viktor Tauš : Fabienne
- 2014 : Jamais le premier soir de Mélissa Drigeard : Rose
- 2014 : Sous les jupes des filles d'Audrey Dana : Fanny
- 2014 : La Liste de mes envies de Didier Le Pêcheur : la psy
- 2014 : Lou ! Journal infime de Julien Neel : Sophie
- 2014 : Bouboule de Bruno Deville : Brigitte Trichon
- 2015 : Jamais de la vie de Pierre Jolivet : Jeanne
- 2016 : Les Naufragés de David Charhon : Charlie
- 2016 : Père fils thérapie ! d'Émile Gaudreault : Gilberte
- 2016 : Des Portoricains à Paris de Ian Edelman : Francesca
- 2017 : Chacun sa vie de Claude Lelouch : Nathalie Richer
- 2018 : Le Flic de Belleville de Rachid Bouchareb : la consule
- 2018 : J'ai perdu Albert de Didier Van Cauwelaert : Chloé
- 2021 : En passant pécho de Julien Royal : Yvonne
- 2022 : Big Bug de Jean-Pierre Jeunet
- 2023 : Brillantes de Sylvie Gautier : la cheffe
- 2023 : Les Algues vertes de Pierre Jolivet : Rosy Auffray
- 2024 : Finalement de Claude Lelouch : Marie
- 2024 : Les vampires d’Avallon de Jérémie Farley

#### Courts métrages
- 1992 : Boris, cache-cache de Jérémie Farley
- 1993 : Babouchka de Jérémie Farley
- 1995 : Sensuelle solitude de Nils Tavernier
- 2006 : Ramène ma fraise de Fabrice Sebille
- 2008 : série de courts-métrages pour l'intranet de la SNCF
- 2009 : Accro ô croco d'Olivier Crespin : Julie
- 2011 : Requista de Julien Izard : Clémentine Costes
- 2012 : Groove Your Life de Vincent Burgevin et Franck Lebon : Martine
- 2020 : En Passant Pécho de Julien Royal : Julie

### Doublage
- 2011 : Un monstre à Paris de Bibo Bergeron : Mme Carlotta

### Télévision
- 2006 : Bataille natale d'Anne Deluz : Valéry
- 2008 : Mademoiselle, de Jérémie Farley, une série de 50 épisodes de 6 minutes pour France 2. Elle est la version française de la série comique allemande Ladykracher.
- 2010 : Un divorce de chien de Lorraine Levy : Lou
- 2010 : Le Pas Petit Poucet de Christophe Campos : Maman légère
- 2010 : Le Cas de madame Luneau de Philippe Berenger : Céleste-Césarine Luneau
- 2011 : La Pire Semaine de ma vie de Frédéric Auburtin : Anna
- 2011 : Le Fil d'Ariane de Marion Laine : Ariane
- 2012 : Comme un air d'autoroute de Franck Lebon et Vincent Burgevin
- 2014 : Le Sang de la vigne - Du raffut à Saint-Vivant (saison 4, épisode 1) : Sybille
- 2014 : Lettre à France de Stéphane Clavier : France
- 2016 : Le Département de Benjamin Busnel (Inernet), saison 1 épisode 9 Prendre des notes : Madame Demaestriker
- 2017 : Les Mystères de l'île de François Guérin : Solène
- 2018 - 2021 : Crimes parfaits de Julien Zidi : Louise (2 saisons)[4]
- 2018 : La Révolte des innocents de Philippe Niang : Joséphine Poliveau
- 2019 : Peplum : La Folle histoire du mariage de Cléopâtre de Maurice Barthélemy : Titia
- 2022 : Ils s'aiment...enfin presque !, téléfilm d'Hervé Brami : la maire

### Web-séries
- 2016 : Le Département, Inernet : Madame Demaestraeker
- 2018 - 2020 : Groom, YouTube Original : La directrice de l'hôtel[5]

### Divers
À la soirée des César 2009, elle fait une prestation remarquée : pour la remise du César du meilleur court-métrage, Antoine de Caunes, maître de cérémonie, appelle la « révélation de l'année à venir, Sandrine Moulet » (en réalité, Julie Ferrier). Elle apparaît alors sur la scène en robe de soirée, le sein droit à l'air, clin d’œil à Martha, l'un de ses personnages joués sur scène. L'actrice Emma Thompson, présente dans le public, fera même irruption sur scène pour remettre sa robe en place.
Participation au « grand quiz - spécial permis de conduire » en tant que candidate (juillet 2021 - TF1).
En 2022, elle participe au Le Meilleur Pâtissier spécial célébrités - saison 5 sur Gulli.
En 2024, elle participe à la saison 3 de l'émission Les Traîtres sur M6, elle est la première éliminée.

## Théâtre
- 2004 : spectacle solo Aujourd'hui c'est Ferrier, mise en scène d'Isabelle Nanty
- 2014 : En mai c’est Ferrier, ah la Gaîté !, Paris, Théâtre de la Gaîté-Montparnasse[6]
- 2016 : À ma place vous Feriez quoi ?, mise en scène Julie Ferrier
- 2017 : Aujourd'hui c'est Ferrier, Paris, Théâtre de la Madeleine ; reprise en 2019 au Théâtre de l'Atelier[7]

## Distinctions

### Récompenses
- Prix Rocancourt 2005
- Prix SACD 2006 : Prix Nouveau Talent One Man Show
- Festival du film d'aventures de Valenciennes 2008 : Prix Coup de cœur Cinéma « Version Fémina »
- Trophée des femmes en or : femme de spectacle 2011

### Nomination
- César 2011 : César de la meilleure actrice dans un second rôle pour L'Arnacœur